# Tchao Pantin
Pour les articles homonymes, voir Tchao et Pantin.
Pour plus de détails, voir Fiche technique et Distribution.
Tchao Pantin est un film dramatique français écrit et réalisé par Claude Berri, sorti en décembre 1983. Adaptation cinématographique du roman éponyme d'Alain Page, qui en écrit les dialogues, le film narre l'histoire d'un pompiste alcoolique et dépressif, ancien policier, décidé à venger la mort du jeune trafiquant de drogue avec lequel il s'était lié d'amitié, assassiné lors d'un règlement de comptes.
Le film met en scène Coluche dans un rôle à contre-emploi,, son premier dans un registre dramatique, mais aussi Richard Anconina, dont c'est le premier rôle important, Agnès Soral et Philippe Léotard. Tchao Pantin est tourné entre mai et juin 1983 dans un climat lourd, alors que Coluche traverse une période difficile dans sa vie privée, qui permet toutefois à l'acteur de livrer une intense performance. Le long-métrage est acclamé par la critique et récolte un énorme succès public avec près de quatre millions d'entrées. 
Nommé dans douze catégories aux César de 1984, le film est l'un des plus primés avec cinq récompenses, dont le César du meilleur acteur pour Coluche.

## Synopsis
À Paris dans le 18e arrondissement, Lambert, homme d'âge mûr n'ayant pas d'attaches et noyant sa solitude et sa dépression dans l'alcoolisme, travaille comme pompiste de nuit dans une station-service. Un soir, il fait la connaissance de Youssef Bensoussan, un jeune marginal orphelin mi-juif mi-arabe, qui vivote en revendant des petites doses de drogue, venu se réfugier dans la station-service afin de se faire ravitailler mais aussi pour éviter une patrouille de police qui le prenait en filature. Le courant passe entre les deux hommes, qui se lient rapidement d'amitié et se retrouvent tous les soirs dans la station-service pour discuter. Lambert se permet même de donner des conseils au jeune Bensoussan, bien que parfois maladroits, notamment sur sa relation avec la jeune punk Lola, rencontrée dans un bar tabac alors qu'il se déplaçait avec la moto de Rachid, son fournisseur. Bien que ne tolérant pas les activités du jeune homme, Lambert s'attache toutefois à ce dernier et veut le protéger car Bensoussan n'hésite pas à prendre des risques, quitte à se faire tabasser par les hommes de main de Rachid, notamment pour avoir emprunté sa moto afin de frimer auprès de Lola.
Un soir, après que Bensoussan s’est fait voler sa marchandise, Lambert se propose de l'aider financièrement pour rembourser Rachid. Plus tard, Bensoussan, poursuivi par les hommes de Rachid venus le corriger, débarque paniqué à la station-service pour demander de l'aide à Lambert, qui ne peut empêcher le jeune homme de se faire tuer sous ses yeux. Sous le choc du meurtre de Bensoussan, Lambert se met en congés et décide de venger celui qui est devenu son ami après avoir compris qu'il a été la victime d'un règlement de comptes. Lors d'une visite de l'inspecteur chargé de l'enquête, Bauer, à son domicile, il est révélé que Lambert fut autrefois un inspecteur de police qui a tout plaqué à la suite du décès de son fils d'une overdose qu'il n'a pas su éviter. Pour cela, il retrouve la piste de Lola et la persuade de l'aider dans sa quête. Bien qu'au début réticente, Lola met Lambert sur la piste de Mahmoud, l'un des assassins de Bensoussan. Lambert abat Mahmoud, tandis que Lola, tout aussi paumée que l'était Bensoussan, n'hésite pas à suivre le pompiste, auquel elle commence à s'attacher.
Tout en étant aidé indirectement par Bauer, prêt à tout pour démanteler le réseau dont faisait partie Bensoussan et après avoir appris qu'il est devenu une cible après que le collègue qui l'a remplacé a été torturé et tué à sa place, Lambert se rend au bistrot de Rachid et le tue d'un coup d'arme à feu avant de mettre le feu au bar et de quitter les lieux. Bien que Lambert soit devenu le principal suspect des exécutions de Mahmoud et Rachid, Lola lui fournit un alibi lors d'une nouvelle visite de Bauer. Malgré la tentative de Lola de l'en empêcher, Lambert se rend chez le grossiste du réseau, Sylvio, mais se résout à ne pas l'éliminer.
Lambert retourne chez lui et retrouve Lola, avec laquelle il passe la nuit. Ce dernier lui fait part des raisons de sa solitude, causée par le chagrin de la perte de son fils. Alors qu'il s'apprête à fuir avec Lola, Lambert est abattu de deux balles devant la porte de son appartement, sous le regard bouleversé de la jeune femme, qui s'empare de l'arme de Lambert et commence à tirer.

## Fiche technique
- Titre : Tchao Pantin
- Réalisation : Claude Berri
  - Assistant réalisateur : Xavier Castano et Pascal Bavemlor
- Scénario : Claude Berri, d'après le roman homonyme d'Alain Page (éditions Denoël)
  - Dialogues : Alain Page
- Musique : Charlélie Couture (éditions musicales Blue Mountain Music LTD)
- Collaboration artistique : Bruno Nuytten
- Photographie : Bruno Nuytten
- Décors : Alexandre Trauner
- Son : Jean Labussière et Gérard Lamps
- Montage : Hervé de Luze
- Cascades : Gilles Conseil, Daniel Vérité
- Production : Pierre Grunstein
  - Production associée : Christian Spillmaecker
  - Direction de production : Alain Depardieu
- Société de production : Renn Productions
- Société de distribution : AMLF
- Pays de production :  France
- Langue originale : français (et secondairement arabe)
- Format : couleur — 35 mm — 1,66:1 — son monophonique
- Genre : drame et néo-noir[4]
- Durée : 100 minutes
- Dates de sortie : 
  - France : 21 décembre 1983
  - États-Unis : 17 février 1985 (New York)
- Classification :
  - France (CNC) : tous publics

## Distribution
- Coluche : Lambert, le pompiste de nuit
- Richard Anconina : Youseff Bensoussan, le petit trafiquant
- Agnès Soral : Lola, la jeune fille punk
- Philippe Léotard : Bauer, l'officier de police
- Mahmoud Zemmouri : Rachid, le fournisseur
- Ahmed Ben Smail : Mahmoud, l'homme de main de Rachid
- Albert Dray : Sylvio, le grossiste de la « came »
- Annie Kerani : la copine de Mahmoud
- Pierrick Mascam : le premier client de la station
- Vincent Martin : le second client de la station
- Michel Paul : Momo
- Mickaël Pichet : Mickey
- Gogol Premier et la Horde, Marco Le Gaucher : le groupe de punk
- Daniel Vérité : cascadeur
- Roland Neunreuther : cascadeur

Coluche en 1986.
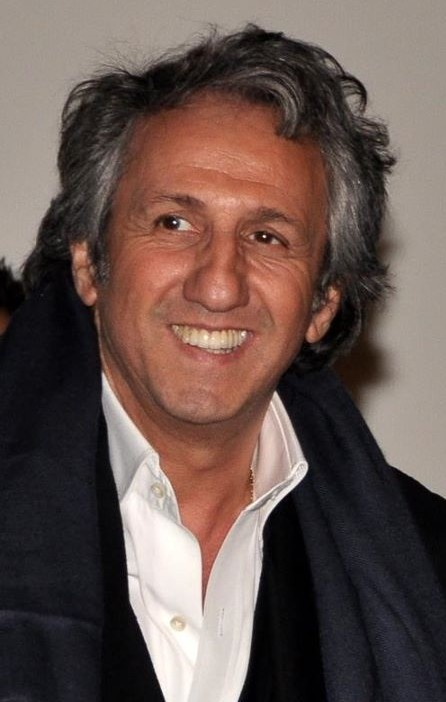
Richard Anconina en 2012.
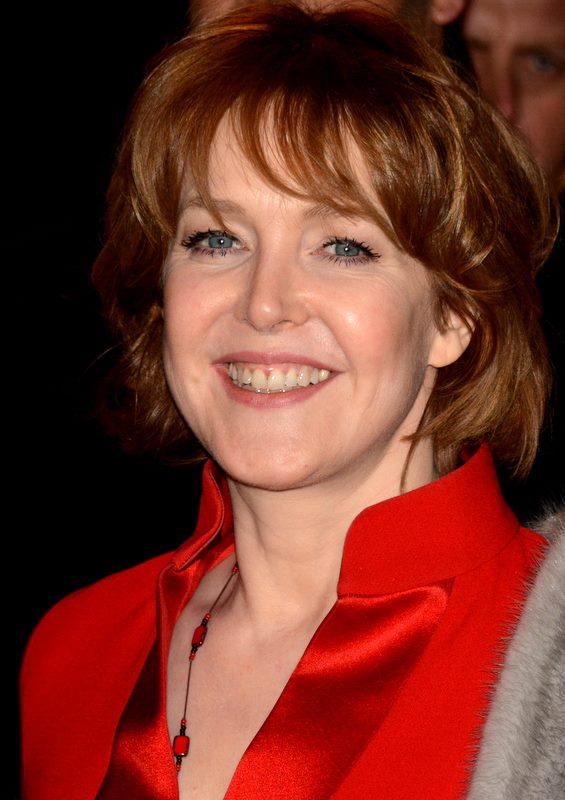
Agnès Soral en 2014.
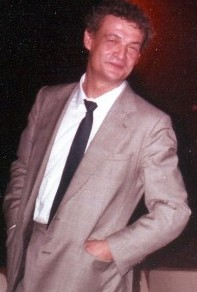
Philippe Léotard dans les années 1980.

## Production

### Développement
En 1982, lors d'un voyage en train, le producteur Christian Spillmaecker lit plusieurs romans, dont Tchao Pantin d'Alain Page, récemment publié. Spillmaecker est emballé par l'histoire de Lambert, ancien flic dépressif devenu pompiste porté sur la boisson, résolu à retrouver les assassins d'un petit dealer qu'il identifie à son fils. Le producteur passe in extremis le livre à Claude Berri. Bien que peu enthousiaste, Berri entrevoit en Lambert un rôle pour Coluche, avec lequel il avait tourné Le Pistonné et Le Maître d'école (Berri a également produit quelques films avec Coluche) et achète les droits du roman. Il passe le sujet à l'acteur qui dans un premier temps refuse un rôle aussi noir.
Selon Fred Romano, la compagne de Coluche à l'époque, ce dernier « était bourré de complexes » et ne « voulait pas être attrapé dans un jeu où il n'aurait pas les commandes ». Toutefois Coluche, devant une importante somme d'argent aux impôts, signe pour jouer Lambert, mais le cœur n'y est pas, l'acteur traversant une mauvaise passe : sa femme Véronique l'a quitté avec ses deux enfants et son ami Patrick Dewaere s'est suicidé avec la carabine qu'il lui avait offerte. Rongé par le remords et le chagrin amoureux, miné par les dettes, Coluche plonge dans la drogue. Cette période noire va renforcer le caractère du personnage. 
Le rôle du jeune Bensoussan, petit dealer qui va se lier d'amitié avec Lambert, est confié à Richard Anconina, alors peu connu du grand public. Pour le rôle de Lola, jeune punk qui s'est entichée de Bensoussan puis de Lambert, le rôle est confié à Agnès Soral, qui avait tourné sous la direction de Berri dans Un moment d'égarement. Le policier chargé de l'enquête est incarné quant à lui par Philippe Léotard.

### Tournage
Le tournage débute le 9 mai 1983 à Paris avec les décors qui sont assurés par Alexandre Trauner. La station-service, aujourd'hui disparue (éclairée au néon, sur l'idée du chef-opérateur Bruno Nuytten), se trouve dans le 18e arrondissement, au début de la rue Pajol. Le film est également tourné à Belleville et dans le quartier de la Bastille.
Tourné de nuit dans une ambiance volontairement cafardeuse, le film est compliqué par Coluche dont l'état oblige parfois à le filmer de dos. De plus, l'acteur ne quitta pas sa veste de pompiste hors tournage. Soral, pour se fondre dans son rôle, vit pour sa part en punk et se laisse maigrir. L'actrice, dans une interview au Figaro plus de trente ans après la sortie du film, dira avoir vécu une « histoire d'amitié » avec Coluche. D'après Agnès Soral, pour qui son mal-être était encore inconscient mais existait durant le tournage, les acteurs étaient en souffrance : outre Coluche, Anconina sortait d'une histoire d'amour, tout comme Léotard, qui venait de se séparer d'avec Nathalie Baye, mais aussi Berri qui vivait un épisode sentimental compliqué.
En ce qui concerne la gifle que Coluche donne à Richard Anconina, ce dernier a indiqué qu'elle était bien réelle. Dans un premier temps toutefois, Coluche n'avait pas osé le frapper suffisamment fort et ce dernier lui avait alors demandé de lui donner une vraie gifle,.
La séquence du concert de punk se tient au « Gibus » (qui s'appelait alors « Le Petit Gibus », décrit dans le film comme « un bar de punks à République »), minuscule salle de concert parisienne connue à l'époque pour être le CBGB's parisien. Le groupe qui joue dans le film est un célèbre groupe de punk des années 1980, La Horde, et son chanteur Gogol Premier,.
Les prises de vues dans les coins malfamés du nord de Paris ne se font pas sans encombre, en raison de la gêne que représente l'équipe de tournage pour les petits trafics, mais des arrangements sont finalement trouvés.

### Lieux de tournage
Le film a été tourné à Paris :
- 3e arrondissement de Paris
  - L'habitation de Lambert est située 35, rue Charlot
- 11e arrondissement de Paris
  - Le bar de Rachid est situé à l'angle de la rue Desargues et de la rue de l'Orillon
  - Le bar de la Bastille est situé place de la Bastille, à l'angle de la rue de la Roquette.
  - La discothèque Le Gibus est située 18, rue du Faubourg du Temple
  - Rue Jules-Verne
  - Rue Morand
- 18e arrondissement de Paris
  - La scène d'ouverture, avec la mobylette en panne est tournée boulevard de la Chapelle, juste avant le croisement avec la place du même nom.
  - La station-service Total est située à l'angle de la place de la Chapelle et de la rue Pajol, à proximité immédiate de la station de métro La Chapelle. Aujourd'hui disparue[13], la station-service a été remplacée par un bâtiment d'angle moderne, abritant une résidence universitaire.
  - Le café du Square est situé en face, au 6, place de la Chapelle. En 2021, l'hôtel et le restaurant existaient toujours et sous le même nom. En 2022, ces 2 établissements sont fermés, les enseignes et les stores-banne sont retirés, ce qui efface toute trace même de leur existence.
  - L'habitation de Youseff Bensoussan est située rue Fleury (l'immeuble, comme tous ceux de cette petite rue, est désormais détruit)
  - Rue de Chartres (pour l'accès rue de Fleury)
- 20e arrondissement de Paris
  - La scène finale est tournée au 25, rue Bisson. L'immeuble, qui n'a pas du tout changé, est parfaitement reconnaissable.

## Sortie et réception
Claude Berri lui-même a insisté pour que le film, tourné en juin 1983, sorte dès le mois de décembre de la même année afin de pouvoir concourir aux Césars de mars 1984 : il pressentait que Coluche serait récompensé.
Sorti en salles le 21 décembre 1983 en France, Tchao Pantin démarre en troisième position du box-office la semaine de sa sortie avec plus de 433 000 entrées, derrière Blanche-Neige et les Sept Nains et Les Compères. La semaine suivante, le film reste toujours en troisième place, tout en étant vu par 851 188 entrées depuis sa sortie, dont 417 690 entrées à cette période. La semaine du 4 janvier 1984, Tchao Pantin monte en seconde place derrière Rue Barbare, qui vient de sortir, avec 383 850 entrées, permettant au film d'enregistrer un total de 1 235 038 entrées. Le long-métrage atteint les 2 millions d'entrées début février 1984. Alors qu'il poursuit de manière modeste sa carrière en salles tout le mois de février, Tchao Pantin remonte à la neuvième place à la suite de son triomphe aux Césars en mars 1984, qui lui permet de s'approcher des 2 400 000 entrées. La semaine suivante, il remonte à la troisième place du box-office avec 224 565 entrées, portant le total à 2 600 970 entrées. Le film passe le cap des 3 millions d'entrées la semaine du 2 avril 1984, avant de quitter le top 30 fin avril 1984. Le film bénéficie d'une reprise en salles à l'été 1986, à la suite du décès de Coluche, qui lui permet de retourner dans le top 30 hebdomadaire passer le cap des 3,5 millions d'entrées la semaine du 25 juin 1986, seulement quelques jours après la mort de l'acteur. Début août 1986, le film est toujours dans le top 30 et a atteint le 3,7 millions d'entrées.
Finalement, il rencontre un succès commercial avec 3 829 139 entrées, dont 856 133 entrées à Paris, se classant à la huitième position des films ayant fait le plus d'entrées l'année de sa sortie.
| Semaine | Semaine                               | Rang        | Entrées     | Cumul       | no 1 du box-office hebdo.                 |
| ------- | ------------------------------------- | ----------- | ----------- | ----------- | ----------------------------------------- |
| 1       | du 21 au 27 décembre 1983             | 3e          | 433 123     | 433 498     | Blanche-Neige et les sept nains (reprise) |
| 2       | du 28 décembre 1983 au 3 janvier 1984 | 3e          | 417 690     | 851 188     | Blanche-Neige et les sept nains (reprise) |
| 3       | du 4 au 10 janvier 1984               | 2e          | 383 850     | 1 235 038   | Rue Barbare                               |
| 4       | du 11 au 17 janvier 1984              | 4e          | 252 453     | 1 487 491   | Canicule                                  |
| 5       | du 18 au 24 janvier 1984              | 4e          | 216 649     | 1 704 140   | Le Bon plaisir                            |
| 6       | du 25 au 31 janvier 1984              | 6e          | 172 495     | 1 876 635   | Le Joli Cœur                              |
| 7       | du 1er février au 7 février 1984      | 9e          | 133 795     | 2 010 430   | Le Joli Cœur                              |
| 8       | du 8 au 14 février 1984               | 14e         | 103 731     | 2 114 161   | Gwendoline                                |
| 9       | du 15 au 21 février 1984              | 14e         | 88 745      | 2 202 906   | Emmanuelle 4                              |
| 10      | du 22 au 28 février 1984              | 14e         | 70 736      | 2 273 642   | L'Ascenseur                               |
| 11      | du 29 février au 6 mars 1984          | 9e          | 102 763     | 2 376 405   | L'Ascenseur                               |
| 12      | du 7 au 13 mars 1984                  | 3e          | 224 565     | 2 600 970   | Vive les femmes !                         |
| 13      | du 14 au 20 mars 1984                 | 6e          | 178 898     | 2 779 868   | L'Enfer de la violence                    |
| 14      | du 21 au 27 mars 1984                 | 8e          | 143 501     | 2 923 369   | Merlin l'enchanteur (reprise)             |
| 15      | du 28 mars au 3 avril 1984            | 9e          | 112 604     | 3 035 973   | Les Morfalous                             |
| 16      | du 4] au 10 avril                     | 10e         | 91 495      | 3 127 468   | Les Morfalous                             |
| 17      | du 11 au 17 avril 1984                | 15e         | 52 357      | 3 179 825   | Aldo et Junior                            |
| 18      | du 18 au 24 avril 1984                | 23e         | 24 181      | 3 204 006   | Viva la vie                               |
| 19      | du 25 au 1er mai 1984                 | indeterminé | indeterminé | indeterminé | Viva la vie                               |
| 20      | du 2 au 8 mai 1984                    | indeterminé | indeterminé | indeterminé | Viva la vie                               |
| 21      | du 9 au 15 mai 1984                   | indeterminé | indeterminé | indeterminé | Fort Saganne                              |
| 22      | du 16 au 22 mai 1984                  | indeterminé | indeterminé | indeterminé | Fort Saganne                              |
| 23      | du 23 au 29 mai 1984                  | indeterminé | indeterminé | indeterminé | Fort Saganne                              |
| 24      | du 30 au 5 juin 1984                  | indeterminé | indeterminé | indeterminé | Fort Saganne                              |
| 25      | du 6 au 12 juin 1984                  | indeterminé | indeterminé | indeterminé | Pinot, simple flic                        |
| 26      | du 13 au 19 juin 1984                 | indeterminé | indeterminé | indeterminé | Pinot, simple flic                        |
| 27      | du 20 au 26 juin 1984                 | indeterminé | indeterminé | indeterminé | Pinot, simple flic                        |
| 28      | du 26 au 2 juillet 1984               | indeterminé | indeterminé | indeterminé | Pinot, simple flic                        |
| 29      | du 3 au 10 juillet 1984               | 28e         | 14 363      | 3 298 983   | Cannonball 2                              |
| 30      | du 11 au 17 juillet 1984              | 25e         | 20 494      | 3 319 477   | À la poursuite du diamant vert            |
| 31      | du 18 au 24 juillet 1984              | 21e         | 23 867      | 3 343 344   | À la poursuite du diamant vert            |
| 32      | du 25 au 31 juillet 1984              | indeterminé | indeterminé | indeterminé | À la poursuite du diamant vert            |
| 33      | du 1er au 7 août 1984                 | indeterminé | indeterminé | indeterminé | À la poursuite du diamant vert            |
| 34      | du 8 au 14 août 1984                  | 25e         | 23 755      | 3 396 355   | Liste noire                               |
| 35      | du 15 au 21 août 1984                 | 29e         | 18 296      | 3 414 651   | À la poursuite du diamant vert            |

## Distinctions
Tchao Pantin a reçu cinq César en 1984 :
- Meilleur acteur pour Coluche ;
- Meilleur second rôle masculin pour Richard Anconina ;
- Meilleur espoir également pour Richard Anconina ;
- Meilleure photographie pour Bruno Nuytten ;
- Meilleur son pour Gérard Lamps et Jean Labussière.

## Autour du film
- Le P majuscule de Pantin peut prêter à confusion. Pantin ne fait ici nullement allusion à la ville de Pantin mais doit être compris comme un nom commun. L'expression « Tchao Pantin », désormais tombée en désuétude, était une expression populaire au début des années 1980 (l'équivalent de « salut mon pote »). Dans le film, cette phrase est prononcée par Bensoussan à l'adresse de Lambert avant son agression et finalement sa mort.
- Le film donne également une image du Paris « crasseux » des années 1980 (Barbès, République ou Bastille), aujourd'hui rénové et réhabilité mais qui a perdu son caractère populaire historique.
- Deux titres de l'album Hagda du groupe Raïna Raï sont utilisés dans la bande originale.
- Dans la scène où Benssousan se dispute avec Lambert après que le dernier l'a surpris fumer un joint, Coluche donne une véritable gifle à Richard Anconina afin de rendre la scène plus réaliste[24].

Plusieurs différences sont à noter par rapport au roman Tchao Pantin d'Alain Page :
- Les dealers ne sont pas maghrébins dans le roman, mais plutôt originaire d'Europe de l'Est (Yougoslavie). De ce fait, les prénoms de plusieurs personnages changent. Par exemple, Rollo dans le roman devient Mahmoud dans le film, ou encore, Toni devient Rachid, et Dickie devient Silvio.
- Scène importante du roman, le personnage de Lola est agressé physiquement chez Lambert par deux jeunes dealers, qui sont à la recherche du pompiste, absent de son appartement à ce moment-là.
- La fin est également différente : dans le film, Lambert crache sur Silvio et se fait tuer devant chez lui quelques heures plus tard. Dans le roman, Lambert se rend chez Dickies, l'oblige à téléphoner à son supérieur (un personnage visiblement important qui a une immunité diplomatique) et lui donne rendez-vous devant chez lui, le soir même, pour "discuter". Entre-temps, Lambert téléphone à Bauer pour qu'il surprenne ce personnage en flagrant délit et l'arrête. Arrivé devant chez lui, Lambert est finalement tué par un des deux hommes qui a agressé Lola précédemment, c'est d'ailleurs cette dernière qui tue l'assassin de Lambert. Bauer ne peut donc pas arrêter le "patron" du trafic qui ne s'est pas rendu lui-même au rendez-vous.
- On apprend dans le roman que le fils de Lambert s'appelait Jean-Luc, qu'il est mort d'une overdose d'héroïne dans les toilettes d'un bar et que sa femme s'appelait Janine.